# آسیاب کهن مادر دختر
آسیاب کهن مادر دختر مربوط به دوره قاجار است و در شهرستان ممسنی، بخش مرکزی، دهستان بکش ۲، روستای مادردختر واقع شده و این اثر در تاریخ ۲۶ اسفند ۱۳۸۶ با شمارهٔ ثبت ۲۱۸۸۱ به‌عنوان یکی از آثار ملی ایران به ثبت رسیده است.